# ديف جينينغز
ديف جينينغز (بالإنجليزية: Dave Jennings)‏ هو لاعب كرة قدم أمريكية أمريكي، ولد في 8 يونيو 1952 في نيويورك في الولايات المتحدة، وتوفي في 19 يونيو 2013 في العليا ساددلي ريفر في الولايات المتحدة بسبب مرض باركنسون.

## وصلات خارجية
- ديف جينينغز على موقع مرجع كرة القدم المحترفة.كوم (الإنجليزية)